# Alexander Schmidt (Philologe)
Alexander Schmidt (* 5. Dezember 1816 zu Kaschin, Russisches Kaiserreich; † 27. Juni 1887 in Königsberg i. Pr.) war ein deutscher Philologe und Gymnasiallehrer. Über 50 Jahre beschäftigte ihn das Werk von William Shakespeare. Sein Shakespeare-Lexikon gilt als eine der großen Leistungen im 19. Jahrhundert, dem „deutschen Jahrhundert der Philologie“. Für die Deutsche Shakespeare-Gesellschaft bearbeitete und kommentierte er 22 von 36 Stücken der Übersetzung von Ludwig Tieck und August Wilhelm Schlegel.

## Leben
Schmidt war Sohn eines Arztes und einer Gutsverwaltertochter. Die Familie übersiedelte die 1819 nach Schwetz und 1821 nach Preußisch Eylau, wo der Vater Kreisarzt wurde. Nach der dortigen Stadtschule besuchte Schmidt das Collegium Fridericianum und das Kneiphöfische Gymnasium. Nachdem er Michaelis 1834 ein  ausgezeichnetes Abitur abgelegt hatte, immatrikulierte er sich an der Albertus-Universität Königsberg für Alte Sprachen und Geschichte. Er wurde Mitglied der Corpslandsmannschaft Scotia. Von wenig robuster Natur, „genoss er die oft besungenen ‚Tage der Rosen‘ als Verbindungsbursche in vollen Zügen“. In Wilhelm Schmiedebergs Blättern der Erinnerung ist ein studentisches Porträtaquarell von ihm erhalten.
Nach der vorzüglichen Promotion zum Dr. phil. (1838) und dem Examen pro facultate docendi wurde er Ostern 1840 Hilfslehrer und 1842 fest angestellter Lehrer an der St. Petrischule Danzig. 1855 berief ihn die Regierung in Königsberg als Direktor der städtischen höheren Bürgerschule; an diesem späteren Löbenichtschen Realgymnasium unterrichtete Schmidt über 30 Jahre bis Michaelis 1885.
Als er mit 71 Jahren gestorben war, errichteten ihm seine Schüler auf dem Löbenicht-Friedhof ein Denkmal mit einem Relief von Friedrich Reusch.

## Veröffentlichungen
- Supplemente zur französischen Grammatik. Schulprogramm Danzig 1853
- Sacherklärende Anmerkungen zu Shakespeare’s Dramen. Danzig 1842
- Essay on the Life and dramatic Writings of Ben Jonson (1847)
- Voltaire’s Verdienste um die Einführung Shakespeare’s in Frankreich (1864)
- Zur Shakespeareschen Textkritik. Jahrbuch der deutschen Shakespeare-Gesellschaft III, 1868
- Coriolanus, Ausgabe. (1878)
- King Lear, Ausgabe. (1879)
- Zur Textkritik des King Lear (Anglia III, 1879)
- Quartos und Folio von Richard III. Jahrbuch der deutschen Shakespeare-Gesellschaft XV, 1880
- Die ältesten Ausgaben des Sommernachtstraums. Königsberger Programm 1881
- Shakespeare-Lexikon. A complete dictionary of all the english words, phrases and constructions in the works of the poet, 2 Bde. Berlin 1874 und 1875 (2. Aufl. 1885). A–L (GoogleBooks),   M–Z (GoogleBooks)
  - engl. Nachdruck Vol. 1 (A–M) 1971, Dover Publications, ISBN 978-0-486-22726-9
  - engl. Nachdruck Vol. 1 (N–Z) 1971, Dover Publications, ISBN 978-0-486-22727-6

Übertragungen
- Lieder des alten Rom. 1853
- Essays von Thomas Macaulay, 1. Baron Macaulay
- Thomas Moore: Lalla Rookh. 1857, 2. Aufl. 1876
- Lieder der schottischen Cavaliere, ein Denkstein, gesetzt den Manen des Dichters William Edmonstoune Aytoun. Königsberger Programm 1866
- Vorträge von Walter Scott, 1861
- Miltons Dramatische Dichtung. 1864, Nachdruck 2012, ISBN 978-1-248-77141-9